# متعدد السلفان

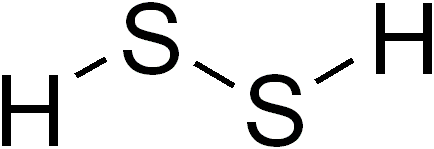

متعددات السلفان هي مركبات كيميائية من الكبريت وهيدروجين لها الصيغة العامة H-Sx-H، حيث x > 1؛ على الرغم من أن البعض يستثني ثنائي السلفان H2S2 منها.
تتألف متعددات السلفان من سلاسل غير متفرعة من ذرات الكربون، والتي تنتهي بذرات هيدروجين. جرى التمكن من التعرف على متعددات السلفان الحاوية على ذرات كبريت من 2–18؛ جرى عزل المركبات حتى 8 ذرات كبريت؛ أما السلاسل الأطول من ذلك فهي لا تعرف إلا في المحاليل. يوجد ثنائي السلفان على شكل سائل عديم اللون، أما السلاسل الأطول فهي ذات لون أصفر، حيث تزداد شدة اللون مع ازدياد طول السلسلة.

## التحضير
تحضر مركبات متعدد السلفان انطلاقاً من متعددات الكبريتيد، مثل أملاح الصوديوم الموافقة، بوجود وسط حمضي من حمض الهيدروكلوريك.
{\displaystyle \mathrm {Na_{2}S_{n}+2\ HCl\longrightarrow 2\ NaCl+H_{2}S_{n}} }
أو من تفكيك متعددات الكبريتيد الصلبة باستخدام حمض الفورميك الخالي من الماء.
يمكن الحصول على متعددات السلفان العليا بإجراء عملية تطويل للسلسلة بأثر ثنائي كلورو متعددات السلفان مع كميات مضاعقة من متعددات السلفان الأقصر:
{\displaystyle \mathrm {S_{n}Cl_{2}+2\ H_{2}S_{m}\longrightarrow 2\ HCl+H_{2}S_{n+2m}} }

## الخواص
تنحل متعددات السلفان بشكل جيد في ثنائي كبريتيد الكربون. إن مركبات متعددات السلفان هي على العموم غير مستقرة، إذ تتفكك إلى الكبريت وكبريتيد الهيدروجين؛
{\displaystyle \mathrm {H_{2}S_{n}\rightleftharpoons H_{2}S+(n-1)/8\ S_{8}} }
فعلى سبيل المثال يسبب وجود آثار من مادة قلوية إلى حدوث تحلل كيميائي للسلسلة الكبريتية؛ لذلك يفضل معالجة الأواني التي يراد حفظ متعددات السلفان بالحمض لإزالة أي آثار من القلويات.

## الاستخدامات
يمكن ان تستخدم متعددات السلفان لتشكيل حلقات الكبريت العليا:
{\displaystyle \mathrm {H_{2}S_{6}+Cl_{2}S_{6}\longrightarrow S_{12}+2\ HCl} }